# Hans Walther (Bildhauer, 1888)
Hans Walther (* 28. Mai 1888 in Apolda; † 4. November 1961 in Erfurt) war ein deutscher Bildhauer.

## Leben und Wirken
Walther war der Sohn des Apoldaer Steinmetzen Carl Walther, der an der damaligen Friedhofstraße (heute Lessingstraße) im Auftrag seiner Kunden Grabdenkmale zur Aufstellung auf dem damaligen alten Friedhof (später Parkanlage, heute mit der Lessingschule bebaut) herstellte. Nachdem die Familie 1896 nach Erfurt übersiedelt war, richtete der Vater dort eine neue Werkstätte ein, die florierte und bald den Bau eines eigenen Hauses in der Alsen-Straße (seit 1950: Schulze-Delitzsch-Straße) ermöglichte.
Nach dem Besuch des Gymnasiums und der Erlangung des Abiturs begann Hans 1908 an der Großherzoglichen Kunstschule Weimar ein Studium bei Adolf Brütt. Anschließend studierte er in Berlin bei Hugo Lederer an der Königlichen Akademie der Künste. Hier entwickelte er seine vom Werk Auguste Rodins beeinflussten plastischen Fähigkeiten. Bei der Suche nach einem eigenen künstlerischen Stil wurde er von der Berliner Künstlersezession und dem Expressionismus Herwarth Waldens beeinflusst. Bei einem Studienaufenthalt in Paris traf er mit Rodin zusammen. 1910 erregte ein in Darmstadt ausgestellter stehender weiblicher Akt großes Aufsehen, was Max Klinger bewog, Walthers Aufnahme in den Deutschen Künstlerbund zu empfehlen.
Im Ersten Weltkrieg gehörte Walther dem 6. Jägerregiment zu Pferde an. Seine traumatischen Kriegserfahrungen formten sein Weltbild und seine Kunstauffassung. Die zahlreichen Gefallenen-Denkmäler, die er in der Nachkriegszeit gestaltete, verzichten auf jede Gewaltverherrlichung und nationalen Chauvinismus. Die Ausdrucksformen der Figuren erinnern an die Handschrift des ihm seelenverwandten Ernst Barlach. Nach Kriegsende machte Walther nähere Bekanntschaft mit Christian Rohlfs. Im Kreis um den Erfurter Mäzen Alfred Hess traf er u. a. auf Max Pechstein, Paul Klee, Lionel Feininger, Karl Schmidt-Rottluff, Erich Heckel, Emil Nolde und Otto Müller.
Mitte der 1920er Jahre setzte bei Walther die Periode der Neuen Sachlichkeit ein. Sein Denkmal Der Reiter (1924, Seeberger Sandstein, Höhe über sechs Meter; damals in Erfurt, Bahnhofstraße vor der Reglerkirche) führte zu heftigen kontroversen Auseinandersetzungen. Vor allem nationalistische Kreise wandten sich gegen das Kunstwerk. Ein Oberstleutnant a. D. Corsep bemängelte, dass es „mit seinem militärischen Kunstverständnis“ nicht übereinstimme. 1940 wurde das Denkmal auf Betreiben des Oberbürgermeisters von Erfurt, Walter Kießling, beseitigt, der Walther bei dieser Gelegenheit in einer vertraulichen Mitteilung als „jüdisch-bolschewistisch“ bezeichnete.
Ab 1933 erhielt Walther kaum noch Arbeits- und Ausstellungsmöglichkeiten. Es ist lediglich 1933 in Magdeburg und Saarbrücken seine Teilnahme an der Ausstellung Deutscher Künstlerbund. Erste Ausstellung belegt und 1936 in Hamburg Malerei und Plastik in Deutschland, die nach 10 Tagen auf Anordnung der Reichskunstkammer mit der Begründung geschlossen wurde, es würde Kunst der „Verfallszeit“ gezeigt. Ab 1934 profitiert er zeitweilig noch davon, dass „baugebundene Kunst“ Pflicht bei neuen öffentlichen Bauten wurde. So konnte er 1935 die Schauseite der neuen Sparkasse am Fischmarkt in Erfurt figürlich gestalten, wie bereits 1930 die Sparkasse am Anger. Julie Siegfried finanzierte 1935 mit ihrer „Wilhelm-Siegfried-Stiftung“ zwei von Walther geschaffene Bronze-Figuren im Brühler Garten in Erfurt: Froschkönig und Mutter mit (fünf) Kindern.
1937 wurden im Rahmen der deutschlandweiten konzertierten Aktion „Entartete Kunst“ aus dem Museum für Kunst und Heimatgeschichte Erfurt Walthers Porträtbüsten Christian Rohlfs (Marmor, Höhe 78 cm, 1920) und Dr. Walter Kaesbach (Höhe 75 cm, 1922), die Entwurf-Plastik zu einem Gefallenendenkmal für Jena (Bronze, geprägt, Höhe 91 cm, 1921) und elf Studien-Zeichnungen, u. a. für ein Kriegerdenkmal in Hameln, beschlagnahmt und vernichtet. Zahlreiche seiner Grabdenkmale auf dem Erfurter Hauptfriedhof wurden beseitigt oder verstümmelt. Dagegen blieben Steine in kristallinen, expressionistischen Formen verschont – darunter allein fünf Denkmale auf dem Neuen jüdischen Friedhof, aber auch die expressionistische Gruftanlage für einen Gärtnermeister aus dem Jahr 1920.

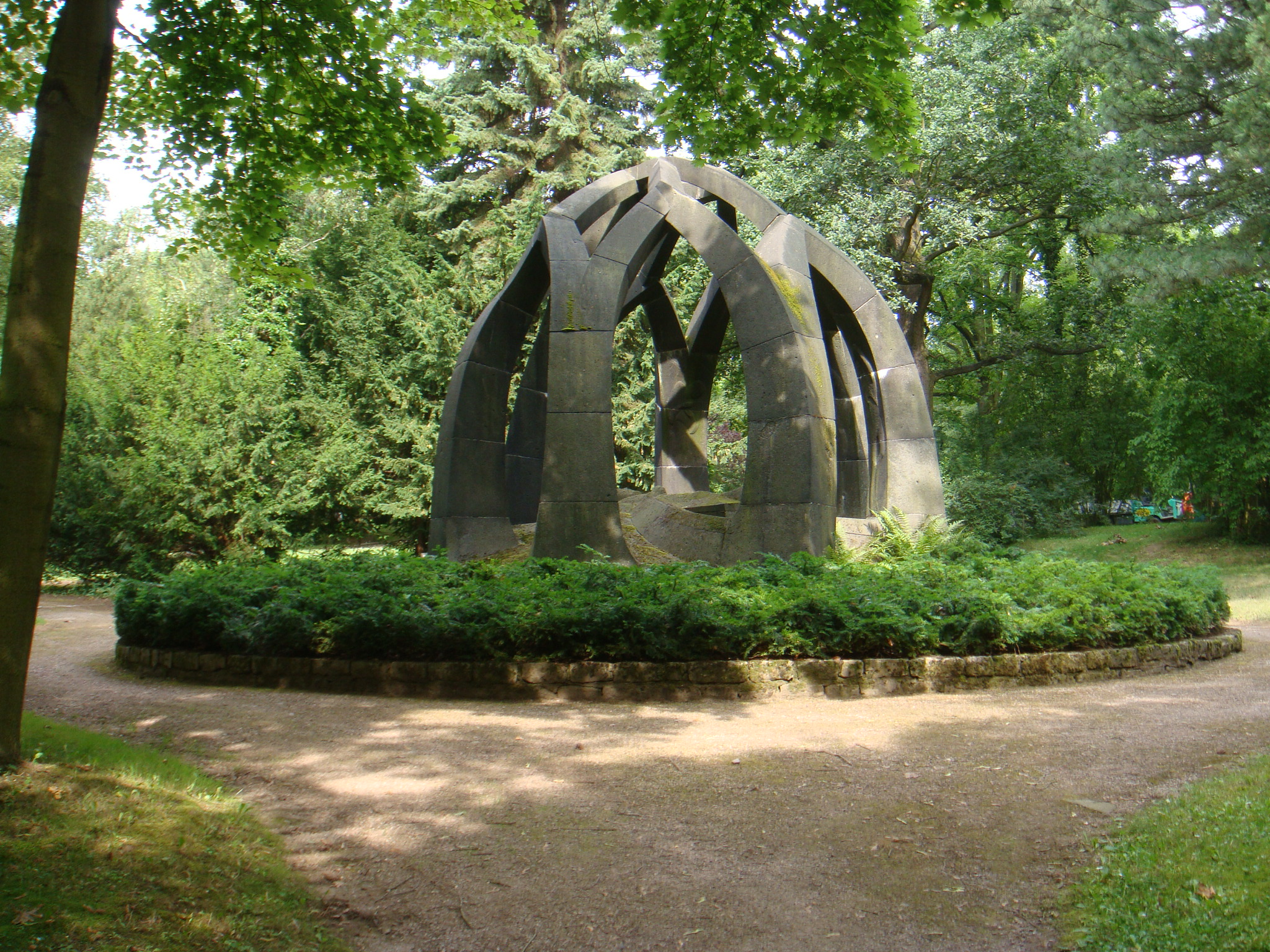
Gruftanlage von Hans Walther, auf dem Hauptfriedhof in Erfurt, 1920
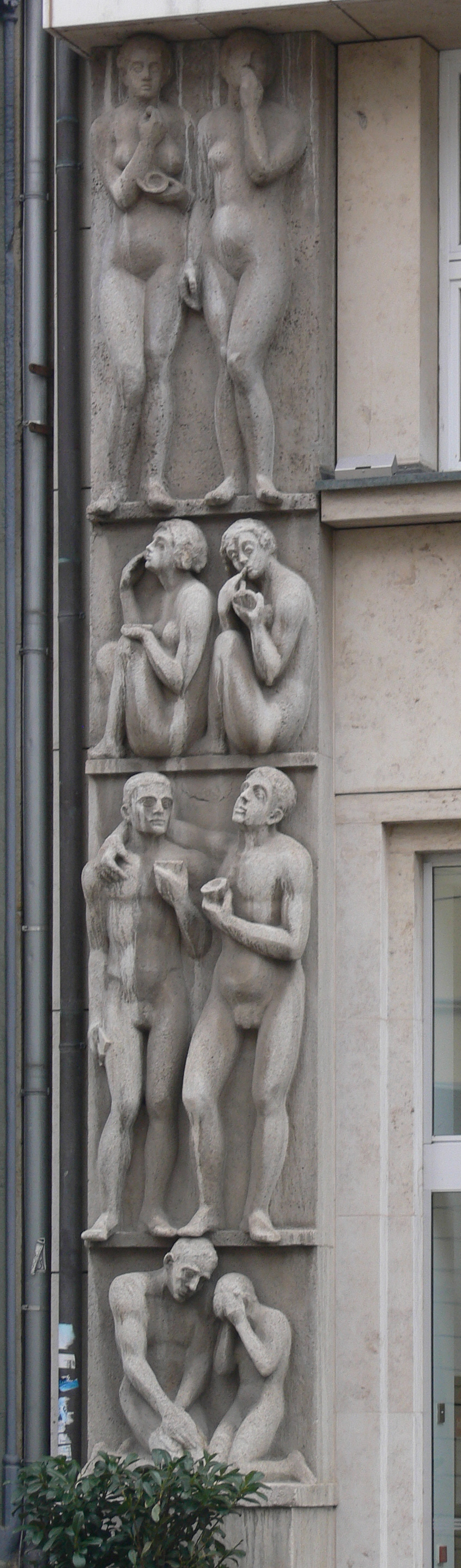
Reliefs von Hans Walther, an Sparkasse am Anger in Erfurt, 1930
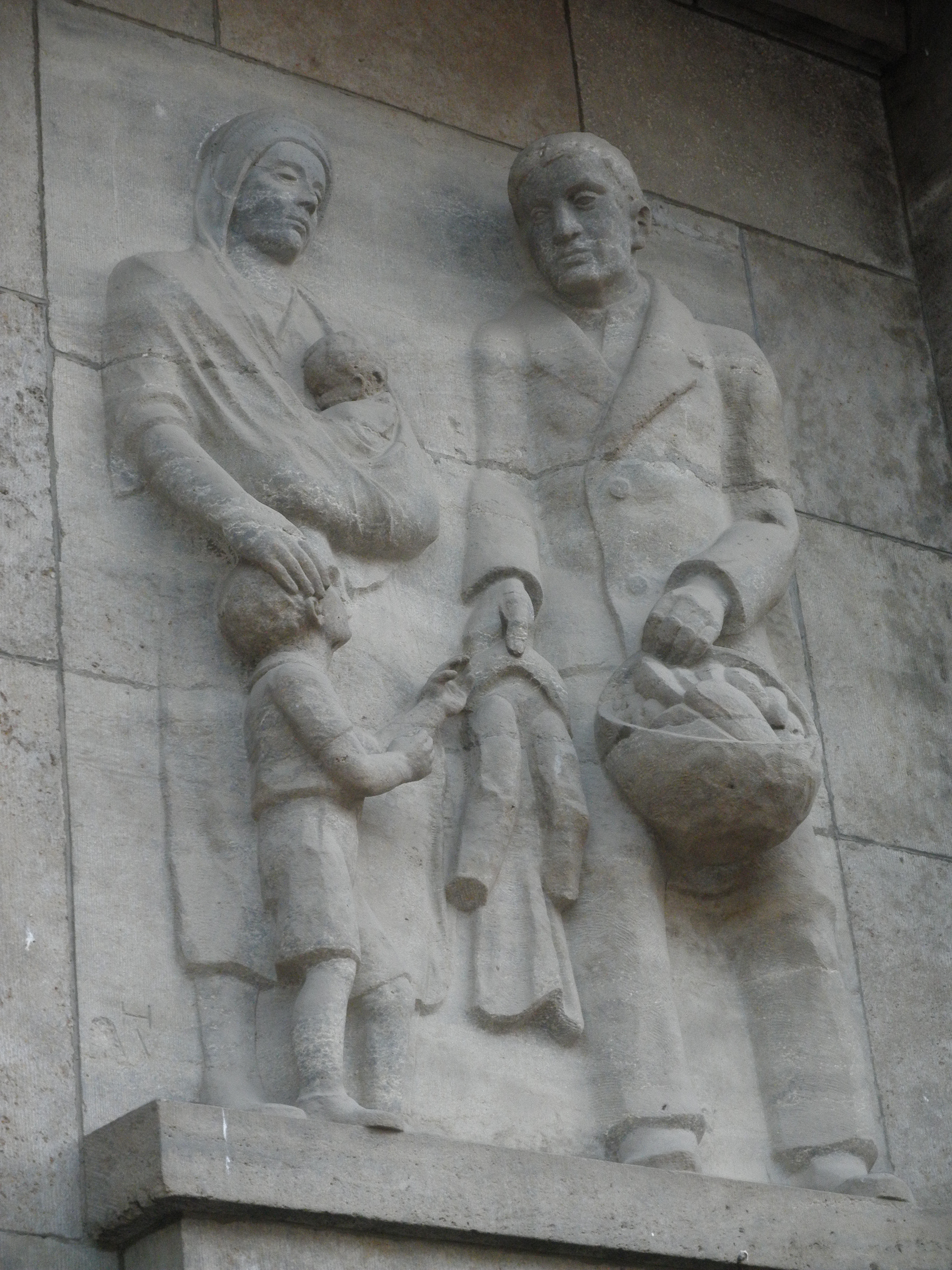
„Winterhilfswerk“: Relief an Sparkasse am Fischmarkt in Erfurt, Hans Walther 1935
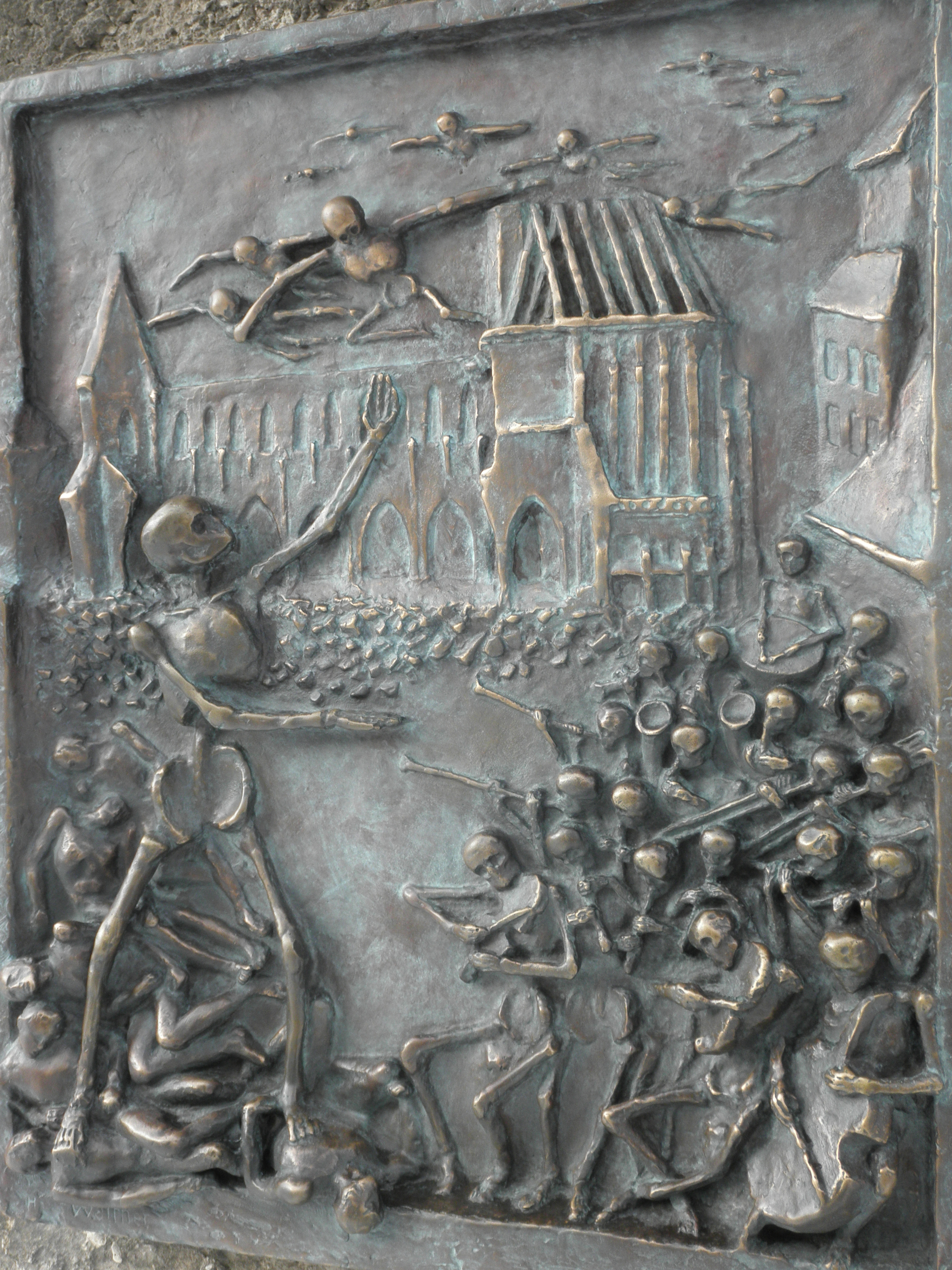
Bronzerelief von 1947 an der Ruine der Erfurter Barfüßerkirche als Erinnerung an deren Zerstörung 1944

Das 1922 entstandene und 1924 erweiterte Atelier von Hans Walther in der Gartenstraße (und seine zwei Wohnhäuser) wurden bei dem Bombenangriff auf Erfurt am Karfreitag 1945 schwer beschädigt. Inzwischen erinnert nichts mehr an die Existenz des von dem Architekten Karl Meinhardt geschaffenen großzügigen Arbeitsraums des Künstlers.
Nach der Befreiung vom Nationalsozialismus widmete sich Walther neben zahlreichen steinernen Porträts ihm nahestehender Menschen auch der Gestaltung eines Totentanz-Zyklus von 1947, der an die Zerstörung der Erfurter Barfüßerkirche durch eine britische Luftmine am Totensonntag 1944 im Zweiten Weltkrieg erinnert. Der „Initiativkreis Barfüßerkirche“ hat im November 2012 ein Bronzerelief auf der Basis eines wiedergefundenen Gipsabdrucks anfertigen lassen.
Hans Walther fand auf dem Erfurter Hauptfriedhof seine Ruhestätte, die von einer durch ihn selbst gehauenen Frauengestalt geschmückt wird.

## Werke (Auswahl)
- Grabdenkmal für den Samenzüchter Carl Schmidt auf dem Hauptfriedhof Erfurt, 1921
- Kriegerdenkmal auf dem Kirchhof in Straußfurt, Muschelkalk, 1923
- Fassadenrelief am Katholischen Krankenhaus Victoria-Straße (heute Puschkin-Straße) Erfurt, Sandstein, 1925
- Portalgestaltung am Großen Hospital in Erfurt am Johannes-Ring (heute Teil des Juri-Gagarin-Rings), Muschelkalk, 1925
- Richard Wetz: Portrait-Büste im Hochschularchiv/Thüringischen Landesmusikarchiv Weimar, 1926
- Skulpturen am Neubau des AOK-Gebäudes in der Augustinerstraße in Erfurt, 1930
- Figürliche Gestaltung der Fassade der Sparkasse am Anger in Erfurt, 1930
- Kriegerdenkmal (zeitgemäße Umgestaltung) im Kiliani-Park in Gispersleben, 1934
- Gestaltung der Schauseite der Sparkasse am Fischmarkt in Erfurt, 1935
- Mutter mit fünf Kindern, Bronze-Plastik im Brühler Garten in Erfurt, 1935
- Froschkönig und Prinzessin, Bronze-Plastik für einen Trinkbrunnen im Brühler Garten in Erfurt, 1936
- Erinnerungsmal in Bronze für die gefallenen und durch Hochspannungsunfälle ums Leben gekommenen Kraftwerker im Kameradschaftsraum des Kraftwerks Gispersleben, 1937
- Bronzefigur eines Ziehharmonika spielenden Knaben für einen Brunnen in Gispersleben, 1938
- Zyklus „Totentanz“ von 1947 mit fünf Reliefs: Zerstörung der Barfüßerkirche (Erfurt) durch eine Luftmine am Totensonntag 1944, „Tod als Richter“, „Tod der Kinder“, „Tod als Trommler“ und „Tod als Pflüger“.[6]
- Triumphkreuz 1952 in der nach Teilzerstörung durch Bomben wiederhergestellten Thomaskirche (Erfurt)
- Figurenfries am Hörsaalanbau des Lehrgebäudes 1 des Pädagogischen Instituts Erfurt, Anfang der 1950er Jahre[7]
- Alfred Machol: Bronze-Büste vor der Chirurgischen Klinik des Städtischen Klinikums Erfurt, 1953
- Rattenfängerrelief für die Fassade der Aula der Frauenfachschule Hameln, 1960

## Ausstellungen (unvollständig)

### Postume Einzelausstellungen
- 1962: Erfurt, Angermuseum
- 1988: Erfurt, Angermuseum

### Ausstellungsbeteiligungen
- 1933: Magdeburg, Kunstverein, und Saarbrücken, Heimatmuseum („Deutscher Künstlerbund. Erste Ausstellung“)
- 1936: Hamburg („Malerei und Plastik in Deutschland“)

- 1948: Erfurt, Angermuseum („Thüringer Künstler stellen aus“)
- 1948: Erfurt, Angermuseum („Erfurter Künstler“)
- 1949: Erfurt, Angermuseum („Jahresschau der Erfurter Künstler“)